# 中興 (繙譯進士)
中興（1861年—1929年），字一峰，漢姓葉，正黃旗滿洲人， 繙譯鄉試中式舉人，繙譯會試中式進士，農工商部工務司備補主事。